# Eleições parlamentares europeias de 1989 (Luxemburgo)
As eleições parlamentares europeias de 1989 no Luxemburgo foram realizadas a 18 de junho para eleger os 6 assentos do país para o Parlamento Europeu.

## Resultados Nacionais
| Partido                 | Partido                            | Votos   | %               | +/-  | Deputados | +/-     |
| ----------------------- | ---------------------------------- | ------- | --------------- | ---- | --------- | ------- |
|                         | Partido Popular Social Cristão     | 346 621 | 34,87 / 100,00  | 0,03 | 3 / 6     | Estável |
|                         | Partido Operário Socialista        | 252 920 | 25,45 / 100,00  | 4,48 | 2 / 6     | Estável |
|                         | Partido Democrata                  | 198 254 | 19,95 / 100,00  | 2,12 | 1 / 6     | Estável |
|                         | Lista Verde, Iniciativa Ecologista | 61 054  | 6,14 / 100,00   | Novo | 0 / 6     | Novo    |
|                         | Partido Comunista                  | 46 791  | 4,71 / 100,00   | 0,63 | 0 / 6     | Estável |
|                         | Partido da Alternativa Verde       | 42 926  | 4,32 / 100,00   | Novo | 0 / 6     | Novo    |
|                         | Movimento Nacional                 | 28 867  | 2,90 / 100,00   | Novo | 0 / 6     | Novo    |
|                         | Outros                             | 16 506  | 1,66 / 100,00   |      | 0 / 6     |         |
| Votos Inválidos         | Votos Inválidos                    | 25 685  |                 |      |           |         |
| Votos expressos         | Votos expressos                    | 993 939 |                 |      |           |         |
| Total                   | Total                              | 191 342 | 100,00 / 100,00 |      | 6 / 6     |         |
| Eleitorado/Participação | Eleitorado/Participação            | 218 940 | 87,40 / 100,00  | 1,39 |           |         |